# Donje Selo (Republika Serbska)
Donje Selo (cyr. Доње Село) – wieś w Bośni i Hercegowinie, w Republice Serbskiej, w gminie Novo Goražde. W 2013 roku liczyła 5 mieszkańców.